# Austbanen
Koordinaten: 71° 32′ S, 12° 21′ O
Austbanen (norwegisch für Ostbahn) ist eine Mittelmoräne eines bislang unbenannten Gletschers, der zwischen der Westlichen und Mittleren Petermannkette des Wohlthatmassivs im ostantarktischen Königin-Maud-Land fließt. Die Moräne hat ihren Anfangspunkt an den Svarttindane und verläuft von dort in nördlicher Richtung über eine Länge von rund 20 km.
Teilnehmer der Deutschen Antarktischen Expedition 1938/39 unter der Leitung des Polarforschers Alfred Ritscher nahmen anhand von Luftaufnahmen eine erste grobe Kartierung vor. Teilnehmer der Dritten Norwegische Antarktisexpedition (1956–1960) nahmen ihrerseits eine neuerliche Kartierung anhand eigener Luftaufnahmen und Vermessungen vor. Sie benannten sie in Zusammenhang mit der Benennung der Moräne Vestbanen, die parallel dazu etwa 11 km westlich verläuft.